# Nuoto ai Giochi della XXIV Olimpiade - 50 metri stile libero maschili
La gara dei 50 metri stile libero maschili dei Giochi di Seul 1988 è stata disputata nella giornata del 24 settembre. Si sono svolti due turni: le batterie di qualificazione hanno dato accesso ai primi otto alla finale A e ai successivi otto alla finale B.
Gli atleti partecipanti sono stati in totale 71, in rappresentanza di 44 nazioni.
La specialità ha fatto il suo debutto nel programma olimpico in questa circostanza, anche se ai Giochi di Saint Louis 1904 venne disputata una gara sulla distanza delle 50 iarde. Nel corso della competizione il record olimpico è stato stabilito per cinque volte: dal bahamense Garvin Ferguson nella prima batteria, dal canadese Mark Andrews nella quarta, dallo svizzero Dano Halsall nella settima, e infine nell'ottava dallo statunitense Matt Biondi (allora detentore del record mondiale), poi miglioratosi ulteriormente nella finale che gli ha dato il titolo olimpico davanti al connazionale Tom Jager e al sovietico Gennadij Prigoda.

## Batterie
| Pos. | Atleta               | Nazionalità             | Tempo | Batt. | Note |
| ---- | -------------------- | ----------------------- | ----- | ----- | ---- |
| 1    | Matt Biondi          | Stati Uniti             | 22"39 | 8     | Q    |
| 2    | Gennadij Prigoda     | Unione Sovietica        | 22"57 | 9     | Q    |
| 3    | Dano Halsall         | Svizzera                | 22"61 | 7     | Q    |
| 3    | Tom Jager            | Stati Uniti             | 22"61 | 9     | Q    |
| 5    | Vladimir Tkačenko    | Unione Sovietica        | 22"81 | 7     | Q    |
| 6    | Frank Henter         | Germania Ovest          | 22"98 | 7     | Q    |
| 7    | Andrew Baildon       | Australia               | 22"99 | 8     | Q    |
| 8    | Stefan Valery        | Svizzera                | 23"04 | 8     | Q    |
| 9    | Peng Siong Ang       | Singapore               | 23"08 | 9     | q    |
| 10   | Per Johansson        | Svezia                  | 23"12 | 8     | q    |
| 11   | Stéphan Caron        | Francia                 | 23"22 | 7     |      |
| 11   | Stephan Guesgen      | Germania Ovest          | 23"22 | 9     | q    |
| 13   | Shen Jianqiang       | Cina                    | 23"41 | 9     | q    |
| 13   | Tzvetan Golomeev     | Bulgaria                | 23"41 | 9     |      |
| 15   | Mark Andrews         | Canada                  | 23"44 | 4     | q    |
| 15   | Göran Titus          | Svezia                  | 23"44 | 8     | q    |
| 17   | Hilton Woods         | Antille Olandesi        | 23"46 | 8     | q    |
| 18   | Christophe Kalfayan  | Francia                 | 23"47 | 6     | q    |
| 18   | Feng Quiangbiao      | Cina                    | 23"47 | 9     |      |
| 20   | Vagn Hogholm         | Danimarca               | 23"50 | 7     |      |
| 20   | Hans Kroes           | Paesi Bassi             | 23"50 | 9     |      |
| 22   | Mark Foster          | Gran Bretagna           | 23"51 | 7     |      |
| 23   | Petr Kladiva         | Cecoslovacchia          | 23"53 | 7     |      |
| 24   | Manuel Guzman        | Porto Rico              | 23"61 | 5     |      |
| 25   | Mike Fibbens         | Gran Bretagna           | 23"67 | 6     |      |
| 26   | Peter Rohde          | Danimarca               | 23"70 | 8     |      |
| 27   | Thomas Stachewicz    | Australia               | 23"72 | 6     |      |
| 28   | Yves Clausse         | Lussemburgo             | 23"99 | 6     |      |
| 29   | Rodrigo Gonzalez     | Messico                 | 24"01 | 8     |      |
| 30   | Paulo Trindade       | Portogallo              | 24"02 | 6     |      |
| 31   | Sergio Esteves       | Portogallo              | 24"24 | 5     |      |
| 32   | Garvin Ferguson      | Bahamas                 | 24"25 | 1     |      |
| 33   | Jose Moreira         | Brasile                 | 24"26 | 7     |      |
| 33   | Joseph Buhain        | Filippine               | 24"26 | 4     |      |
| 35   | Li Khai Kam          | Hong Kong               | 24"30 | 5     |      |
| 36   | Markus Opatril       | Austria                 | 24"32 | 6     |      |
| 37   | Jorge Fernandes      | Brasile                 | 24"40 | 5     |      |
| 38   | Alexander Pilhatsch  | Austria                 | 24"42 | 7     |      |
| 39   | Michael Wright       | Hong Kong               | 24"47 | 5     |      |
| 40   | Magnus Olafsson      | Islanda                 | 24"50 | 5     |      |
| 41   | Richard Bera         | Indonesia               | 24"63 | 4     |      |
| 42   | Mohamed Elazoul      | Egitto                  | 24"64 | 5     |      |
| 42   | Murat Tahir          | Turchia                 | 24"64 | 4     |      |
| 44   | Hans Foerster        | Isole Vergini Americane | 24"72 | 4     |      |
| 45   | Urbano Zea           | Messico                 | 24"86 | 6     |      |
| 45   | Oon Jin Gee          | Singapore               | 24"86 | 3     |      |
| 47   | Ronald Pickard       | Isole Vergini Americane | 25"01 | 3     |      |
| 48   | Mohamed Hassan       | Egitto                  | 25"11 | 5     |      |
| 49   | Paul Yelle           | Barbados                | 25"15 | 1     |      |
| 50   | Hakan Eskioglu       | Turchia                 | 25"24 | 4     |      |
| 51   | Chiang Chi-Li        | Taipei cinese           | 25"26 | 3     |      |
| 52   | Vaughan Smith        | Zimbabwe                | 25"29 | 3     |      |
| 53   | Graham Thompson      | Zimbabwe                | 25"38 | 3     |      |
| 54   | Kwang-Sun Song       | Corea del Sud           | 25"40 | 3     |      |
| 55   | Wirmandi Sugriat     | Indonesia               | 25"55 | 3     |      |
| 56   | Bruno Ndiaye         | Senegal                 | 25"63 | 3     |      |
| 57   | Warren Sorby         | Figi                    | 25"64 | 2     |      |
| 58   | Pablo Barahona       | Honduras                | 25"79 | 2     |      |
| 59   | Sergio Faftine       | Mozambico               | 25"97 | 1     |      |
| 60   | Plutarco Castellanos | Honduras                | 26"00 | 2     |      |
| 61   | Hasan Alshammari     | Kuwait                  | 26"27 | 2     |      |
| 62   | Jason Chute          | Figi                    | 26"46 | 2     |      |
| 63   | Michele Piva         | San Marino              | 26"60 | 2     |      |
| 63   | Ahmad Faraj          | Emirati Arabi Uniti     | 26"60 | 2     |      |
| 65   | Trevor Ncala         | eSwatini                | 26"99 | 2     |      |
| 66   | Filippo Piva         | San Marino              | 26"96 | 1     |      |
| 67   | Amine El-Domyati     | Libano                  | 27"34 | 1     |      |
| 68   | Mubarak Farajbilal   | Emirati Arabi Uniti     | 27"60 | 1     |      |
| 69   | Yul Mark Du Pont     | eSwatini                | 27"93 | 1     |      |
| -    | Pedro Lima           | Angola                  | -     | 4     | SQ   |
| -    | Mouhamedou Diop      | Senegal                 | -     | 4     | SQ   |

## Finali

### Finale A
| Pos.    | Atleta            | Nazionalità      | Tempo | Note            |
| ------- | ----------------- | ---------------- | ----- | --------------- |
| Oro     | Matt Biondi       | Stati Uniti      | 22"14 | Record olimpico |
| Argento | Tom Jager         | Stati Uniti      | 22"36 |                 |
| Bronzo  | Gennadij Prigoda  | Unione Sovietica | 22"71 |                 |
| 4       | Dano Halsall      | Svizzera         | 22"83 |                 |
| 5       | Stefan Volery     | Svizzera         | 22"84 |                 |
| 6       | Vladimir Tkačenko | Unione Sovietica | 22"88 |                 |
| 7       | Frank Henter      | Germania Ovest   | 23"03 |                 |
| 8       | Andrew Baildon    | Australia        | 23"15 |                 |

### Finale B
| Pos. | Atleta              | Nazionalità      | Tempo | Note |
| ---- | ------------------- | ---------------- | ----- | ---- |
| 9    | Göran Titus         | Svezia           | 23"28 |      |
| 10   | Per Johansson       | Svezia           | 23"37 |      |
| 11   | Ang Peng Siong      | Singapore        | 23"39 |      |
| 12   | Shen Jianqiang      | Cina             | 23"40 |      |
| 13   | Christophe Kalfayan | Francia          | 23"45 |      |
| 14   | Stephan Guesgen     | Germania Ovest   | 23"55 |      |
| 15   | Mark Andrews        | Canada           | 23"64 |      |
| 16   | Hilton Woods        | Antille Olandesi | 23"65 |      |